# História da astronomia

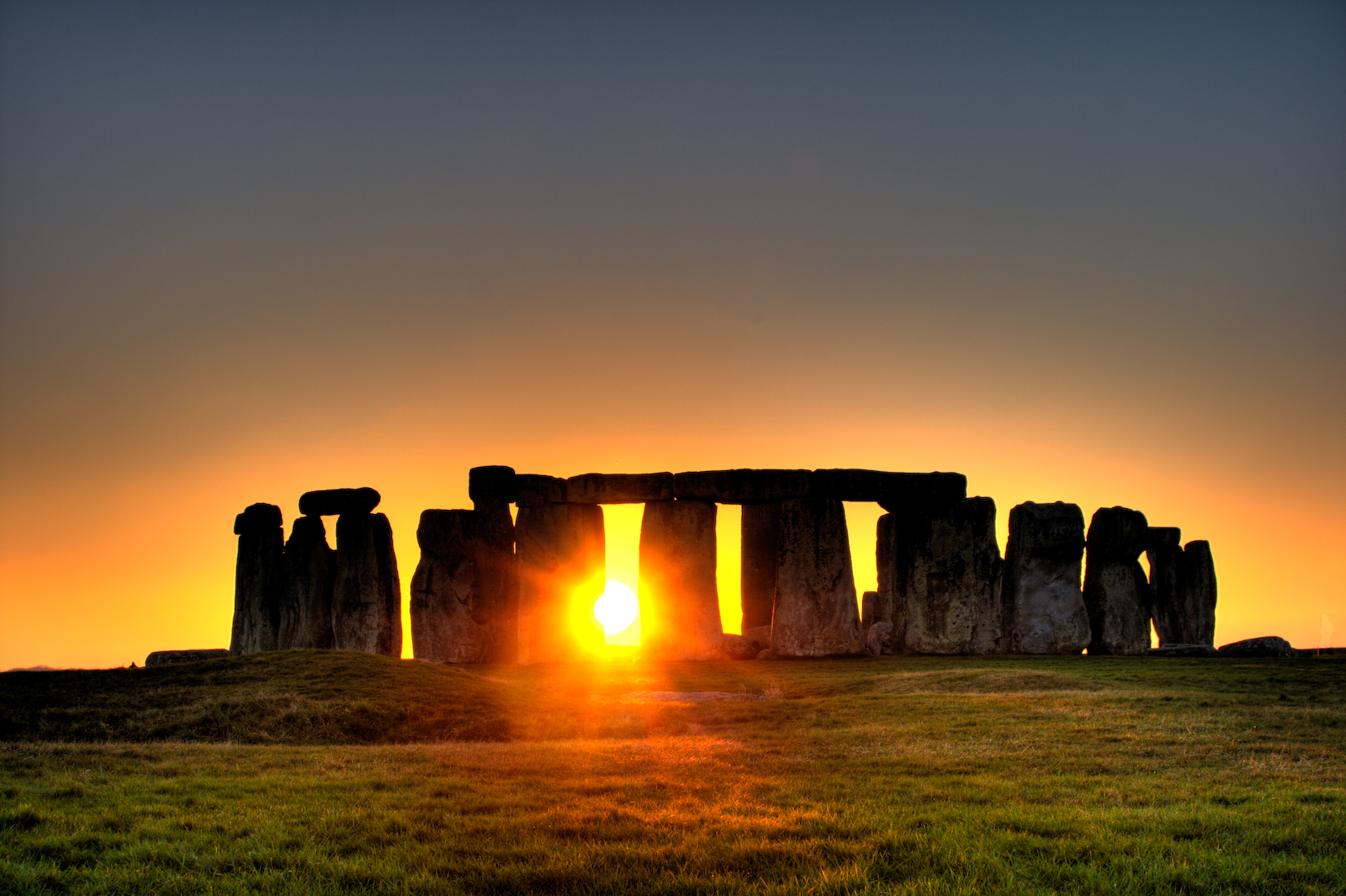
Sol sobre o Stonehenge, durante o solstício de inverno. Desde o início, o homem sempre observou o céu em busca de possíveis relações entre suas histórias e os fenômenos cósmicos

A história da astronomia envolve um período de tempo tão antigo quanto a origem do homem. A astronomia é a mais antiga das ciências naturais. Descobertas arqueológicas têm fornecido evidências de observações astronômicas entre os povos pré-históricos. Desde a antiguidade, o céu vem sendo usado como mapa, calendário ou relógio. O desejo de conhecimento sempre incentivou o estudo da astronomia, seja por razões religiosas, seja para a predição de eventos. No início, a astronomia coincidiu com a criação da astrologia, representando tanto um instrumento de conhecimento quanto de poder. Só depois do advento do método científico, a ciência passou a fazer uma clara separação disciplinar entre astronomia e astrologia.
Desde os tempos antigos, os homens pesquisaram e aprenderam uma grande quantidade de dados sobre o universo simplesmente observando o céu. Os primeiros astrônomos faziam uso ou de seus pontos de vista ou de alguma ferramenta rudimentar a fim de calcular a posição das estrelas. A antiga compreensão da mecânica celeste contribuiu para a criação de uma "agenda" ligada às estações do ano e da lua, trazendo consequências positivas para a agricultura. O conhecimento de antemão da transição de uma estação para outra foi de fundamental importância para a capacidade de sobrevivência do homem antigo. Por isso, a investigação do céu sempre constituiu um importante elo entre o céu e a terra, entre o homem e Deus (ou entre o homem e os deuses).
Com a invenção do telescópio, o homem conseguiu cavar mais fundo na dinâmica celestial, abrindo uma "janela" mais ampla sobre o universo e suas regras. O desenvolvimento técnico aliada a exploração do espaço procurará expandir ainda mais o campo de investigação e conhecimento do cosmos.

## Origem da Astronomia

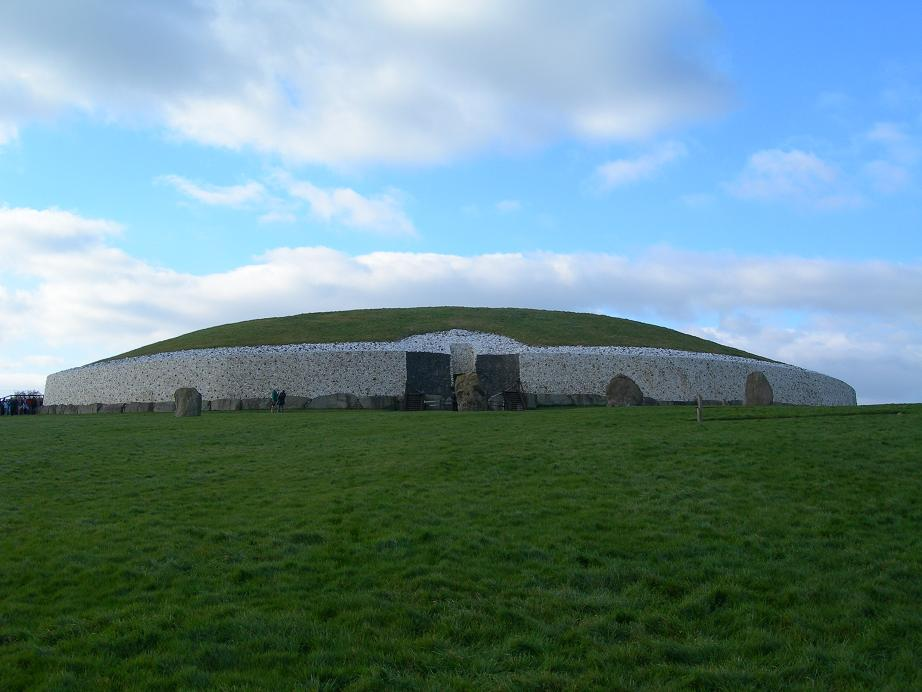
O Newgrange, monumento pré-histórico localizado na Irlanda, foi construída em torno de 3200 aC, durante o período Neolítico. O monumento está alinhado com o sol nascente do solstício de inverno.

Desde o início, o homem sempre olhou para o céu em busca de possíveis correlações entre as suas histórias e os fenômenos cósmicos. Essas primeiras observações eram frutos da imaginação e da criatividade humana, o que deu origem as constelações. Elas também originaram à organização dos ciclos na agricultura, a contagem do tempo e os pontos referências para orientar-se na terra e no mar. Eles relacionavam os objetos no céu (e seus movimentos) a fenômenos como a chuva, a seca, as estações do ano e as marés. O homem também utilizou as primeiras observações astronômicas para fins religiosos: em algumas culturas, as estrelas, bem como a luz natural em um céu escuro, foi logo identificada como a divindade responsável pela proteção dos acontecimentos humanos. Acredita-se geralmente que os primeiros  astrônomos profissionais foram os sacerdotes. A compreensão que eles tinham pelo céu era visto como algo divino, daí a antiga ligação da astronomia com o que hoje conhecemos como astrologia.[carece de fontes?]
O primeiro conhecimento astronômico do homem pré-histórico consistiu essencialmente na previsão dos movimentos de objetos celestiais visíveis, como estrelas e planetas. Um exemplo de ferramenta na astronomia antiga são os primeiros monumentos astronômicos megalíticos, como o famoso complexo de Stonehenge, os montes de Newgrange, os Menir e os vários outros edifícios projetados com a função de observar o espaço sideral. Muitos destes monumentos mostram a relação do homem pré-histórico com o céu, bem como as excelentes capacidades de precisão das observações.[carece de fontes?]
Em Stonehenge, por exemplo, cada pedra pesa em média 26 toneladas. A avenida principal que parte do centro da monumento aponta para o local no horizonte em que o Sol nasce no dia mais longo do verão (solstício). Nessa estrutura, algumas pedras estão alinhadas com o nascer e o pôr do Sol no início do verão e do inverno.
Parece que foi no paleolítico que o homem considerou o céu como o lugar onde as histórias dos deuses tomam forma. Há vestígios de um culto atribuído ao asterismo da Ursa Maior por povos que viviam além das margens do Estreito de Bering, no momento do último período glacial entre os Estados Unidos e a Ásia. Estudos recentes afirmam que no período Paleolítico (cerca de 16 000 anos atrás) foi desenvolvido um sistema de 25 constelações, dividida em três grupos que representam metaforicamente o Céu, a Terra e o submundo.[carece de fontes?]
No período neolítico, a fim de melhorar a memorização das estrelas, foram atribuídas aos asterismos nomes semelhantes, nem sempre antropomórfico, aludindo a aspectos e elementos da vida agrícola e pastoral. A constelação do zodíaco, que se encontram perto da linha percorrida pelo sol durante o ano (eclíptica), foi uma das primeiras a ser codificada no céu, principalmente por razões práticas. Dada a importância da economia baseada numa agricultura-pastoral, se fez necessário conhecer as diferentes épocas do ano a fim de melhorar a semeadura, as plantações, a criação de animais e todas as outras práticas relacionadas ao homem primitivo.[carece de fontes?]

## Idade Antiga

### Mesopotâmia

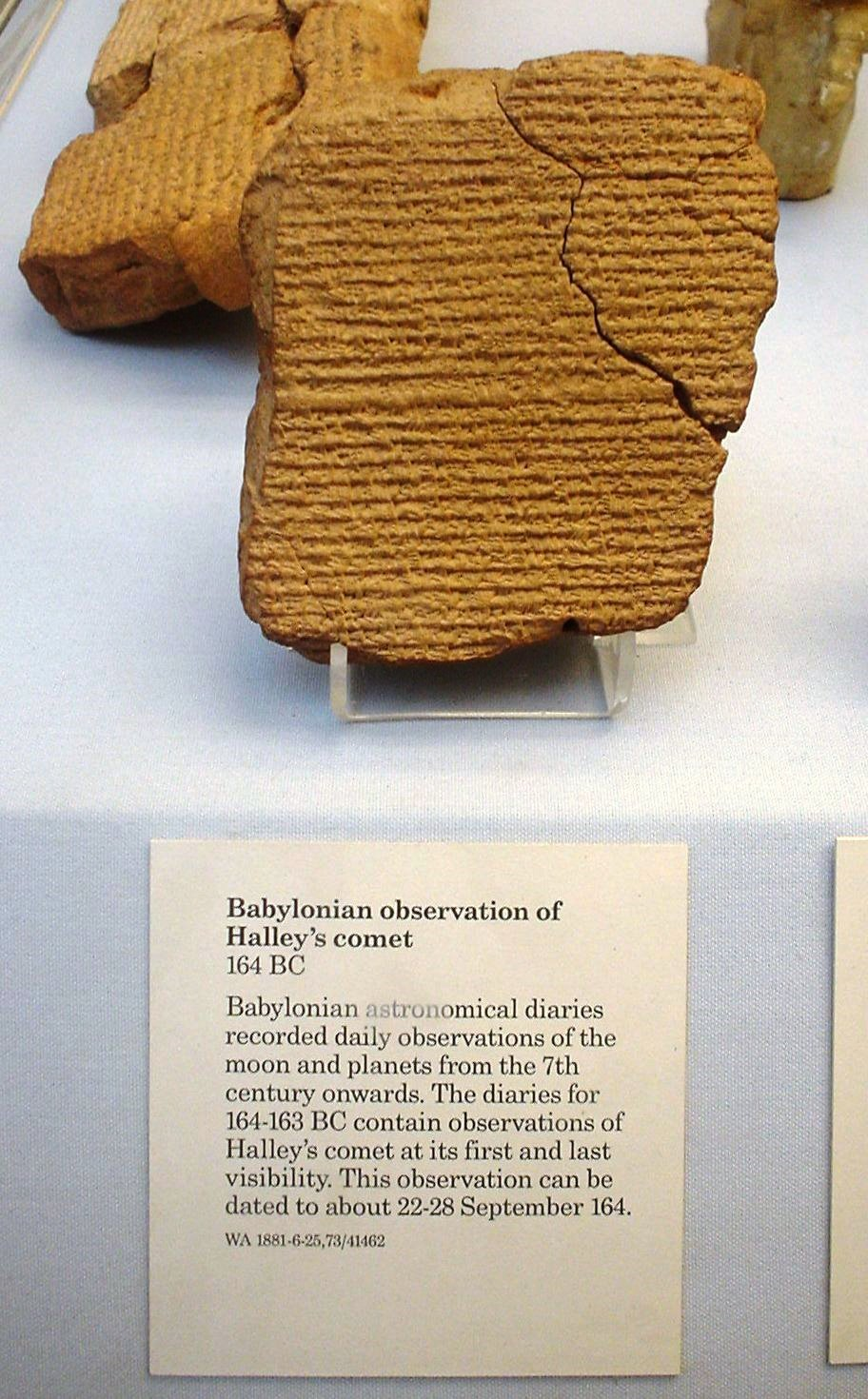
Tábua babilônica que registra a passagem do cometa Halley em 164 a.C.

As origens da astronomia Ocidental podem ser encontradas na Mesopotâmia, a "terra entre dois rios", Tigre e Eufrates, eram onde os reinos antigos dos Sumérios, Assírios, e Babilônios eram localizados. Uma forma de escrita conhecida como cuneiforme surgiu entre os sumérios aproximadamente em 3500-3000 a.C. Os sumérios somente praticavam uma forma básica de astronomia, mas tiveram uma importante influência na sofisticação da astronomia dos babilônios. A Teologia Astral, que deu aos deuses planetários um papel importante na Mitologia e religião mesopotâmica, começou com os sumérios. Eles também usavam um sistema numérico sexagesimal (base 60), que simplificava a tarefa do registro de números muito grandes ou muito pequenos. A prática moderna de dividir um círculo em 360 graus, de 60 minutos cada, começou com os sumérios. Para mais informações, veja os artigos em numerais babilônios e matemática.[carece de fontes?]
Fontes clássicas normalmente usam o termo Caldeus para os astrônomos da Mesopotâmia, que foram, na verdade, sacerdotes escribas especializados em astrologia e outras formas de divinação. As atividades mais antigas de astrônomos babilônios foram as observações de fenômenos astronômicos significativos que eram considerados presságios. O melhor exemplo conhecido é a Tábua de Vênus de Ammisaduqa, um registro da primeira e última visibilidade observada do planeta Vênus no século XVI a.C. Os textos do tablete de Vênus foi posteriormente incluído em um extenso compêndio de presságios chamado de Enuma Anu Enlil.[carece de fontes?]
Um aumento significante tanto na freqüência quanto na qualidade das observações babilônias surgiu durante o reinado de Nabonassar (747-733 a.C). O registro sistemático de fenômenos considerados como mau agouro em diários astronômicos que se iniciou nesse período, permitiu que fosse descoberto um ciclo repetitivo de eclipses lunares a cada 18 anos, por exemplo. O astrônomo grego Ptolomeu posteriormente usou os registros feitos na época de Nabonassar para consertar o início de uma era, já que ele sentiu que as observações usáveis mais antigas haviam sido feitas naquela época.[carece de fontes?]
O último estágio no desenvolvimento da astronomia babilônia ocorreu durante o período do Império Selêucida (323-60 a.C) No terceiro século, astrônomos começaram a usar "textos anuais" para predizer os movimentos dos planetas. Esses textos compilavam registros de observações passadas para encontrar ocorrências repetitivas de fenômenos considerados como mau agouro para cada planeta. Aproximadamente na mesma época, ou um pouco depois, astrônomos criaram modelos matemáticos que os permitiram predizerem os fenômenos diretamente, sem necessitar da consulta nos registros antigos.[carece de fontes?]
As influências Mesopotâmicas na astronomia ocidental são extensas. Foi dos mesopotâmicos que os gregos ganharam seus conhecimento sobre os planetas visíveis e as constelações do zodíaco, os séculos de registros de observações astronômicas e até a ideia de que os movimentos dos planetas poderiam ser preditos com precisão.[carece de fontes?]

### Grécia

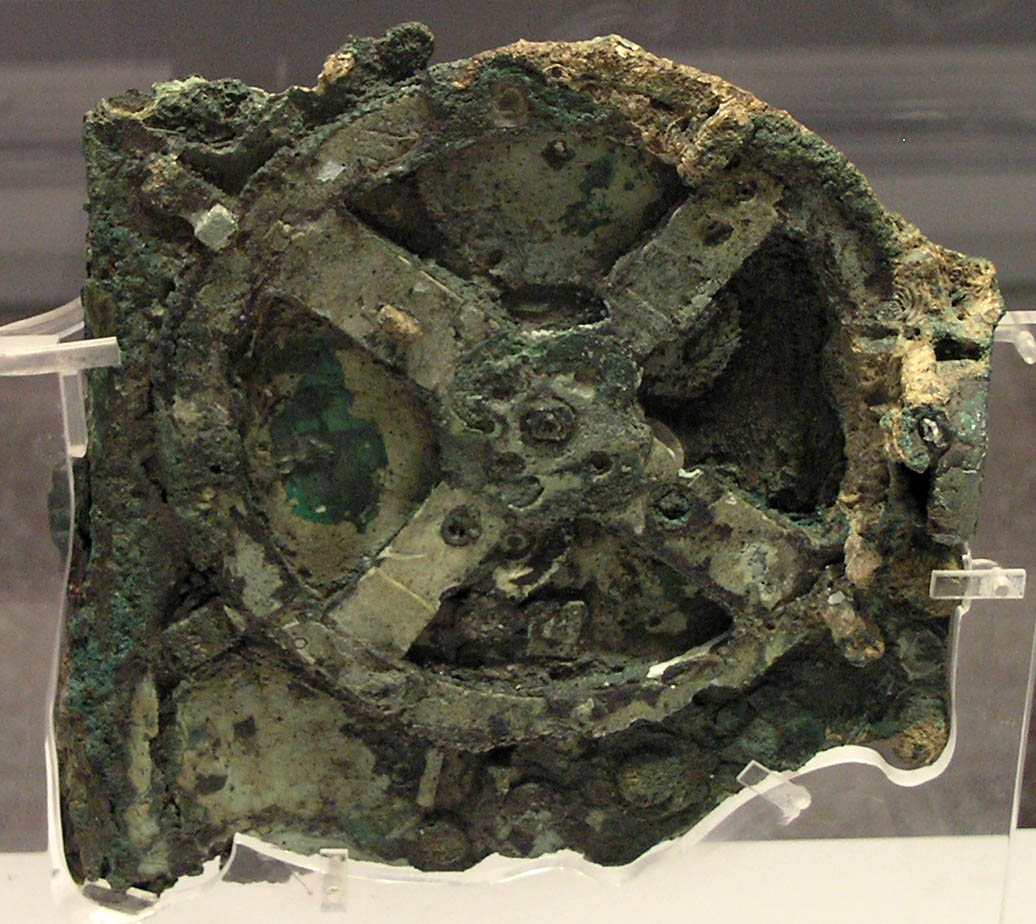
O principal fragmento da Máquina de Anticítera, o primeiro computador analógico da história.

Os gregos antigos desenvolveram a astronomia, a qual eles relacionavam como um ramo da matemática, a um nível bem sofisticado. 
No século IV a.C., o astrônomo Eudoxo de Cnido mediu o ano solar como sendo composto por 365 dias e 6 horas, havendo também proposto um modelo geométrico tridimensional para o movimento planetário, em que o Sol, a Lua e os outros planetas moviam-se em um sistema complexo de 27 esferas concêntricas à Terra. Seu contemporâneo mais jovem, Heraclides do Ponto, propôs que a Terra rodava ao redor de seu eixo.[carece de fontes?]
Aristóteles (384-322 a.C) desenvolveu uma ideia de Universo, com a Terra no seu centro e com todo o resto rodando ao seu redor em órbitas que eram círculos perfeitos, que tinha um poder explanatório considerável e prevaleceu por séculos. Ao desenvolver e popularizar esse modelo cosmológico, Aristóteles tenha talvez mais ajudado o conhecimento do que o prejudicado.[carece de fontes?]
A Máquina de Anticítera, um dispositivo originário da Grécia antiga que calculava os movimentos dos planetas, data de aproximadamente 80-87 a.C.e foi o primeiro ancestral dos computadores astronômicos. Foi encontrado nos destroços de um antigo naufrágio na ilha grega de Anticítera, entre Cítera e Creta. O dispositivo ficou famoso por usar uma engrenagem diferencial, que anteriormente se acreditava ter sido inventada no século XVI, e pela miniaturização e complexidade de suas partes, que foram comparadas a um relógio feito no século XVII. O mecanismo original está exposto na Coleção do Bronze do Museu Nacional Arqueológico de Atenas, acompanhado por uma replica. Outra replica está em exposição no Museu do Computador Americano em Bozeman, Montana.[carece de fontes?]
O estudo da astronomia pelos gregos antigos não era limitado somente à Grécia, mas foi posteriormente desenvolvido nos séculos II e III a.C, nos estados helenísticos e em particular na Alexandria. No século III a.C., Aristarco de Samos foi o primeiro a propor um sistema inteiramente heliocêntrico, enquanto Eratóstenes, usando ângulos de sombras criadas em regiões totalmente distintas, estimou a circunferência da Terra com uma grande precisão.
No século seguinte, Hiparco fez inúmeras contribuições importantes, incluindo a primeira medição da precessão e a compilação do primeiro catálogo de estrelas. Ele propôs uma física alternativa a de Aristóteles, em um tratado que infelizmente foi perdido. Hiparco, que foi o primeiro astrônomo grego a insistir na precisão das medições, foi a fonte principal de Ptolomeu que escreveu a obra de arte da astronomia geocêntrica, o Magale Syntaxis (Grande Síntese), mais conhecido pelo seu título árabe Almagesto, que teve um efeito duradouro na astronomia até a Renascença. Hiparco também propôs nosso sistema moderno de magnitude aparente.

### China
A astronomia na China tem uma longa história. Casas em Banpo de 4000 a.C.eram orientadas a uma posição coincidente com a culminação da constelação Yingshi (Parte do que chamamos de Pegasus), logo após o solstício de inverno. Isso era feito com o propósito de fornecer uma boa quantidade de luz solar para a casa. Mosaicos de duas das quatro mega-constelações (Dragão, Fênix, Tigre, Tartaruga) flanqueavam um sepultamento Longshan em Puyang praticamente na mesma época. O observatório astronômico de Taosi (2300-1900 a.C) usava as colinas ao leste como marcador.[carece de fontes?]
Oraculos de ossos da Dinastia Yin (segundo milênio a.C) registraram eclipses e supernovas. Registros detalhados de observações astronômicas eram feitos desde o século VI a.C, até a introdução da astronomia ocidental e do telescópio no século XVII. Astrônomos chineses eram capazes de predizer com precisão eclipses e cometas.[carece de fontes?]
Muito da astronomia chinesa servia aos propósitos de medir o tempo. Os chineses usavam um calendário lunar-solar, mas devido à diferença entre os ciclos do Sol e da Lua, astrônomos frequentemente preparavam novos calendários e faziam observações para esse propósito.[carece de fontes?]
A divinação astrológica também era uma parte importante da astronomia chinesa. Astrônomos faziam anotações cuidadosas sobre as "estrelas novatas" que apareciam repentinamente entre as estrelas fixas. Eles foram os primeiros a registrar uma supernova, nos Anais Astrológicos do Houhanshu em 185 d.C. Por exemplo, a supernova que criou a Nebulosa do Caranguejo em 1054 é um exemplo de uma "estrela novata" observada por astrônomos chineses, embora tal fenômeno não tenha sido registrado pelos europeus contemporâneos. Registros astronômicos antigos de fenômenos como supernovas e cometas são algumas vezes usados em estudos astronômicos modernos.[carece de fontes?]

### Leste da Ásia
O primeiro observatório astronômico do leste da Ásia foi desenvolvido em Silla, um dos Três Reinos da Coreia, sobre o reinado da Rainha Seondeok de Silla. Foi batizada de Cheomsongdae, e é uma das mais antigas instalações científicas que ainda existe da Terra.[carece de fontes?]

### Civilizações Mesoamericanas
Os códices maias incluíam tabelas detalhadas para calcular as fases da Lua, a repetição de eclipses e o aparecimento e desaparecimento de Vênus como a estrela da manhã ou como da tarde. Acredita-se que os Maias orientavam um grande número de estruturas em relação ao extremo nascer e pôr de Vênus. Para os antigos maias, Vênus era o patrono da guerra, e acredita-se que muitas das batalhas que foram registradas tenham sido sincronizadas com os movimentos desse planeta. Marte também é citado e preservado em códices astronômicos antigos e na antiga mitologia maia.
Embora o calendário Maia não seja atrelado ao Sol, John Teeple propôs que os Maias calcularam o ano solar de com mais precisão que o calendário Gregoriano. Tanto a astronomia quanto intrincados esquemas numerológicos para medir o tempo eram componentes de vital importância para a Religião Maia.[carece de fontes?]

## Astronomia medieval no Oriente médio
Os gregos realizaram contribuições importante no campo da Astronomia, mas o progresso tornou-se estagnado na Europa medieval. A Europa Ocidental entrou na Idade Média com grandes dificuldades que prejudicaram a produção intelectual do continente. Muitos dos tratados da Antiguidade Clássica(em grego) não estavam disponíveis, restando somente sumários e compilações simplistas. Em contraste, os textos gregos prosperaram no mundo árabe e nas mãos de padres em paróquias remotas que necessitavam de conhecimentos básicos em astronomia para calcular a data exata da Páscoa, um procedimento chamado de Cálculo da Páscoa. O mundo árabe, sobre a influencia do Islã, havia se tornado mais culto, e muitos trabalhos importante da Grécia antiga foram traduzidos para o árabe, usados e guardados em bibliotecas. O astrônomo persa do final do século IX al-Farghani (Abu'l-Abbas Ahmad ibn Muhammad ibn Kathir al-Farghani), escreveu extensivamente sobre o movimento de corpos celestes. Seu trabalho foi traduzido para o latim no século XII.[carece de fontes?]
No final do século X, um grande observatório foi construído perto de Teerã, no Irã, pelo astrônomo al-Khujandi que observou uma série de trânsitos meridianos do Sol, que o permitiu calcular a obliquidade do elíptico, também conhecido como a Inclinação axial da Terra em relação ao Sol. Na Pérsia, Omar Khayyam compilou muitas tabelas e realizou uma reforma no calendário que era um pouco mais preciso que o Juliano e bem próximo ao Gregoriano. Uma grande façanha foi seu cálculo do ano que foi de 365,24219858156 dias, que é preciso até a sexta casa decimal.[carece de fontes?]

## Astronomia medieval na Europa
No ano de 1100, a Europa começava a experimentar um aumento de interesse pelo estudo da natureza como parte da Renascença do século XII. A astronomia, na época, foi considerada uma das sete artes liberais, fazendo-o um dos assuntos centrais de qualquer Studium Generale (conhecido como "Universidade"). O modelo dos gregos mais relembrado durando a Idade Média foi o modelo geocêntrico, no qual a Terra esférica estava no centro do cosmos ou universo, com o Sol, a Lua e os outros planetas cada um ocupando sua própria esfera concêntrica. As estrelas fixas compartilhavam a esfera mais distante.[carece de fontes?]
No século XIV, Nicole d'Oresme, posteriormente bispo de Lisieux, mostrou que nem as escrituras sagradas ou os argumentos contra o movimento da Terra eram demonstráveis e apresentou o argumento de simplicidade para a teoria de que a Terra é que move, e não o céu. Entretanto ele concluiu: "todos mantém, e eu penso, que o céu que se move e não a Terra: Já que Deus estabeleceu um mundo que não pode ser movido." No século XV o cardeal Nicolau de Cusa sugeriu em alguns de seus escritos científicos, que a Terra girava em torno do Sol, e que cada estrela era na verdade um sol distante. Entretanto, ele não estava descrevendo uma teoria científica verificável sobre o Universo.[carece de fontes?]
A Astronomia medieval na Europa foi influenciada principalmente pela tradição filosófica e teológica, e o conhecimento astronômico dessa época esteve intimamente ligado ao pensamento grego antigo, especialmente à obra de Aristóteles e Ptolemeu. Durante a Renascença do século XII, a Europa começou a experienciar um renascimento intelectual, que estimulou a recuperação e a tradução de textos clássicos, incluindo aqueles de astrônomos gregos e árabes. Neste período, as universidades, especialmente as localizadas nas grandes cidades europeias, começaram a emergir como centros de aprendizado e desenvolvimento intelectual. A astronomia medieval foi considerada uma das sete artes liberais e se tornou uma das disciplinas principais nos Studium Generale, precursoras das universidades. A formação acadêmica e religiosa do período estava fortemente ligada à visão do cosmos desenvolvida por Ptolemeu e Aristóteles, que acreditavam que a Terra era o centro do universo (o modelo geocêntrico) .
O modelo geocêntrico de Ptolemeu, que descrevia a Terra como imóvel no centro do universo, foi amplamente aceito por astrônomos medievais. De acordo com esse modelo, o Sol, a Lua e os planetas se moviam em esferas concêntricas que giravam em torno da Terra, com as estrelas ocupando a esfera mais distante. Essa visão do cosmos permaneceu predominante durante toda a Idade Média, sendo aceita como a verdade universal, compatível com a visão religiosa do mundo, segundo a qual a Terra era o centro do plano divino .
Durante a Idade Média, a astronomia não era uma ciência independente, mas sim, uma disciplina que estava diretamente ligada à filosofia natural e à teologia. Para muitos estudiosos da época, os movimentos celestes estavam em harmonia com a ordem divina e serviam para ilustrar a grandeza de Deus e sua criação. A astronomia medieval, portanto, não buscava apenas compreender o movimento dos astros, mas também procurar significados espirituais e religiosos nesses movimentos. Muitos pensadores medievais como São Tomás de Aquino viam o estudo do universo como uma maneira de compreender melhor a criação divina .
No entanto, apesar do domínio do modelo ptolemaico, algumas figuras importantes questionaram e desafiaram as ideias aceitas. No século XIV, o filósofo e teólogo Nicole d'Oresme, que mais tarde se tornaria bispo de Lisieux, foi uma das primeiras figuras intelectuais a questionar a concepção de um cosmos fixo e geocêntrico. Em seu tratado “De Causis Mirabilium”, ele argumentou que não havia provas definitivas para sustentar a ideia de que a Terra era imóvel no centro do universo. De acordo com d'Oresme, os argumentos contra o movimento da Terra não eram convincentes, e ele sugeriu que, pela simplicidade, poderia ser a Terra que se movia, e não o céu. D'Oresme, no entanto, reconheceu que, na época, o modelo geocêntrico era amplamente aceito, afirmando que "todos mantêm, e eu penso, que o céu se move e não a Terra, já que Deus estabeleceu um mundo que não pode ser movido" .
No século XV, o cardeal Nicolau de Cusa também ofereceu novas ideias sobre o movimento da Terra e a natureza do cosmos. Nicolau de Cusa sugeriu que a Terra poderia, de fato, girar ao redor do Sol, antevendo uma das principais ideias da Revolução Copernicana. Ele argumentou que as estrelas poderiam ser outros sóis distantes, desafiando a concepção medieval de que as estrelas eram fixas e imutáveis . Contudo, as ideias de Cusa, embora inovadoras, não foram reconhecidas como uma teoria científica viável em sua época, sendo mais uma especulação filosófica que antecipou a verdadeira revolução científica que viria mais tarde.
Além disso, outros pensadores como Johannes de Sacrobosco, que escreveu o "Tractatus de Sphaera", continuaram a difundir o modelo geocêntrico. Sacrobosco foi responsável pela introdução de uma versão simplificada do sistema ptolemaico para os estudantes medievais. Sua obra era uma das mais influentes durante o período medieval, sendo usada como texto de referência nas universidades por vários séculos.
O modelo heliocêntrico de Nicolau Copérnico, publicado em 1543 na obra De Revolutionibus Orbium Coelestium (Sobre as Revoluções das Esferas Celestes), tornou-se o ponto de inflexão que abalou as ideias dominantes da Idade Média. Antes de Copérnico, apenas pensadores isolados, como Cusa, haviam sugerido que a Terra poderia se mover ao redor do Sol. A teoria heliocêntrica de Copérnico, que colocou o Sol no centro do universo, se baseou em cálculos matemáticos e observações astronômicas, embora ainda estivesse longe da aceitação universal .
A visão geocêntrica medieval começou a ser desafiada principalmente no início do Renascimento, com Galileu Galilei e Johannes Kepler expandindo os conhecimentos sobre os movimentos dos corpos celestes. Galileu, com o uso do telescópio, foi um dos primeiros a fornecer evidências concretas para apoiar a teoria heliocêntrica, observando as luas de Júpiter e as fases de Vênus, o que desafiava diretamente a visão ptolemaica. Kepler, por sua vez, formulou as Leis do Movimento Planetário, que não apenas explicavam os movimentos dos planetas, mas também fundamentaram a teoria heliocêntrica de Copérnico.
Esses avanços no conhecimento astronômico foram o resultado de uma lenta e gradual evolução do pensamento, que se estendeu por séculos e incluiu críticas internas e debates filosóficos. A transição do modelo geocêntrico para o heliocêntrico não foi apenas uma revolução científica, mas também uma revolução filosófica que alterou a forma como a humanidade via seu lugar no universo. A obra de Galileu e Kepler, entre outros, foi decisiva para a formulação de um novo modelo cosmológico, dando início ao que seria a Revolução Científica.

## A Revolução de Copérnico

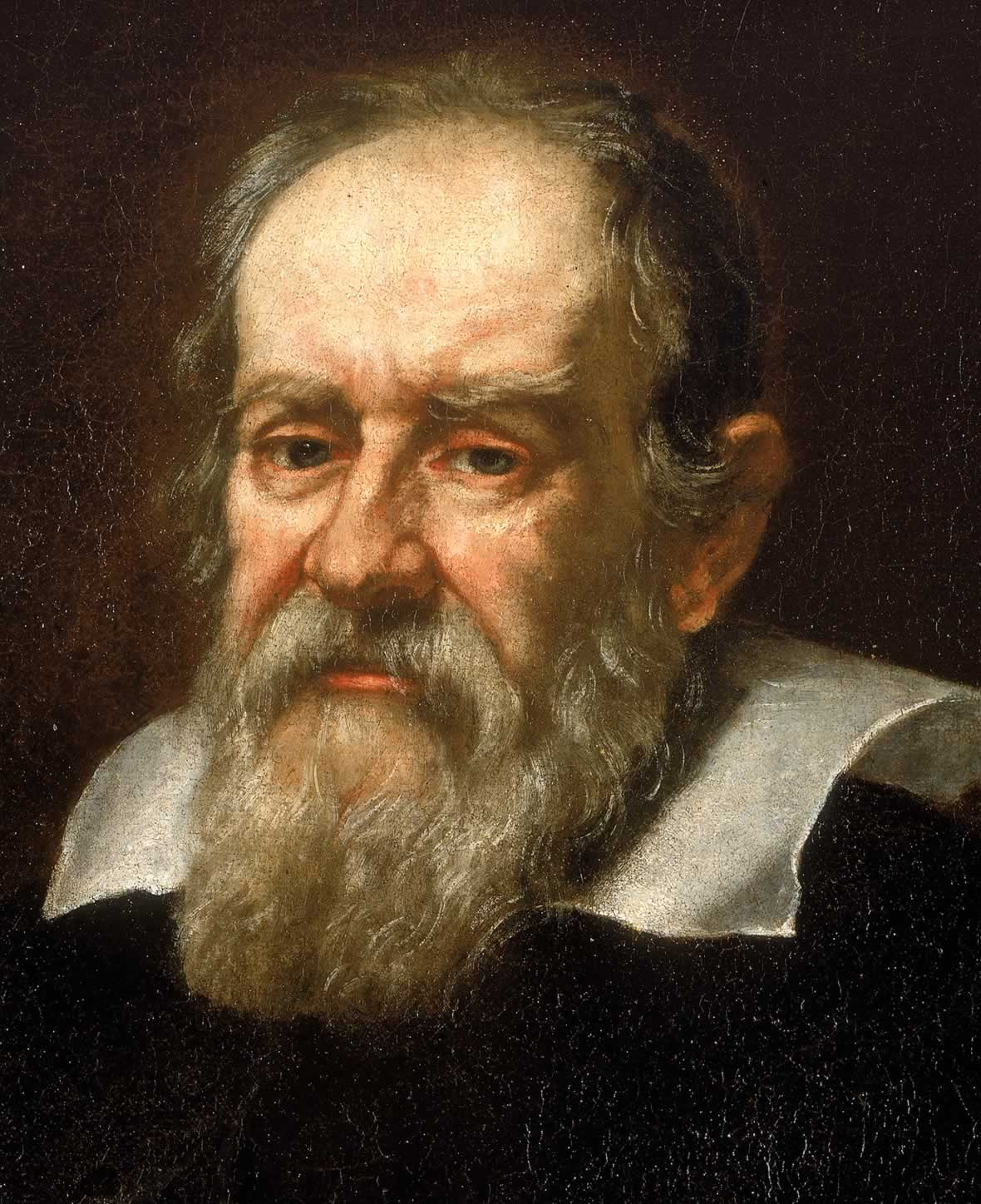
Galileu construiu seu próprio telescópio e descobriu que nossa Lua tinha crateras, que Júpiter tinha luas, que o Sol tinha manchas, e que Vênus tinha fases como a Lua. Galileu argumentava que essas observações apoiavam o sistema de Copérnico, onde os planetas orbitavam ao redor do Sol, e não da Terra, com se defendia na época.

A renascença chegou na astronomia através dos estudos de Nicolau Copérnico, que propôs um modelo heliocêntrico do Universo. Seu trabalho foi defendido, ampliado e corrigido, pelas ideias de Galileu Galilei e Johannes Kepler.[carece de fontes?]
Kepler, usando observações a olho nu feitas pelo astrônomo Tycho Brahe, descobriu as leis do movimento planetário que carregam seu nome (embora ele as tenha publicado misturadas com outras ideias, e não dava a importância que damos a elas hoje).[carece de fontes?]
Galileu foi um dos primeiros a observar o céu noturno com um telescópio, e após construir um telescópio refrator 20x, descobriu as quatro maiores luas de Júpiter em 1610. Essa foi a primeira observação conhecida de satélites orbitando outro planeta. Ele também observou que nossa Lua apresentava crateras, e observou (e explicou corretamente) as manchas solares. Isso somado ao fa(c)to de Galileu ter notado que Vênus exibia um completo conjunto de fases, similar as fases da Lua, foi visto como incompatível com o modelo geocêntrico defendido pela igreja, o que levou a muita controvérsia.[carece de fontes?]

## Unificando a Física e a Astronomia
Embora os movimentos dos corpos celestes tenham sido qualitativamente explicados em termos físicos desde a introdução por Aristóteles dos motores celestiais em sua Metafísica e um quinto elemento em seu "Sobre os Céus", Kepler foi o primeiro a tentar derivar movimentos celestiais de causas físicas assumidas. Isaac Newton apertou ainda mais os laços entre a física e a astronomia através de sua Lei da Gravitação Universal. Percebendo que a mesma força que atraía os objetos para o centro da Terra mantinha a Lua em órbita ao redor da Terra, Newton conseguiu explicar - em um único quadro teórico - todos os fenômenos gravitacionais. Em seu Philosophiae Naturalis Principia Mathematica, ele derivou as Leis de Kepler dos primeiros princípios. Os desenvolvimentos teóricos de Newton criaram muitos dos alicerces da física moderna.[carece de fontes?]

## Novas visões do Cosmo surgem
No final do século XIX, cientistas começaram a descobrir formas de luz que eram invisíveis ao olho nu: raios-X, raios gama, ondas de rádio, micro-ondas, radiação ultravioleta e radiação infravermelha. Essas descobertas tiveram um grande impacto na astronomia, criando os campos da astronomia infravermelha, rádio astronomia, astronomia do raio-X e finalmente astronomia dos raios gama. Com o advento da espectroscopia foi evidenciado que outras estrelas eram similares ao Sol, mas com temperaturas, massas e tamanhos diferentes. A existência de nossa galáxia, a Via Láctea, como um grupo separado de estrelas só foi evidenciado no século XX, junto com a descoberta de galáxias "externas", e logo após, a expansão do Universo visto pela recessão da maioria das galáxias em relação a nossa.[carece de fontes?]
O século XX foi um século excitante para a astronomia onde cada avanço instrumental levava a uma nova descoberta reformuladora para o entendimento do Universo.[carece de fontes?]

## Astronomia Moderna
No final do século XIX foi descoberto que, quando a Luz do Sol era decomposta, uma miríade de linhas espectrais era observada (regiões onde havia pouca ou nenhum luz). Experimentos com gases aquecidos mostraram que as mesmas linhas podiam ser observadas no espectro de gases, linhas especificas correspondendo a elementos específicos. Foi evidenciado que, elementos químicos encontrados no Sol (majoritariamente hidrogênio e hélio) também eram encontrados na Terra. Durante o século XX, a espectroscopia (e estudo dessas linhas) avançou, especialmente devido ao advento da física quântica, que era necessária para compreender as observações.[carece de fontes?]
Mesmo que nos séculos anteriores os astrônomos notáveis eram exclusivamente homens, na virada do século XX as mulheres passaram a desempenhar um papel importante nas grandes descobertas astronômicas. Nesse período anterior aos computadores modernos, mulheres no United States Naval Observatory (Observatório Naval dos Estados Unidos), na Universidade de Harvard, e em outras instituições de pesquisa astronômicas frequentemente serviam de "computadores humanos", que realizam a tarefa tediosa de calcular enquanto os cientistas realizavam as pesquisas que necessitavam de conhecimentos mais profundos no assunto . Muitas das descobertas desse período eram notadas inicialmente por mulheres que "computavam" e então reportadas a seus supervisores. Por exemplo, Henrietta Swan Leavitt descobriu a relação entre o período de luminosidade e a variabilidade de uma estrela Cefeida, Annie Jump Cannon organizou os tipos espectrais estelares de acordo com a temperatura estelar, e Maria Mitchell foi a primeira pessoa a descobrir um cometa usando um telescópio (para saber mais sobre mulheres astronômas ). Algumas dessas mulheres receberam pouco ou nenhum reconhecimento durante suas vidas, devido a baixa reputação profissional no campo da astronomia. E embora suas descobertas sejam ensinadas em salas de aula de astronomia ao redor do mundo, poucos estudantes de astronomia conseguem atribuir o trabalho a suas respectivas autoras.

## Cosmologia e a expansão do Universo
Muito do conhecimento atual em astronomia foi descoberto durante o século XX. Com a ajuda do uso da fotografia, objetos menos brilhantes foram finalmente observados. Ficou claro que o Sol fazia parte de uma galáxia formada por bilhões de estrelas. A existência de outras galáxias, um dos tópicos do "Grande Debate", foi estabelecida de forma definitiva por Edwin Hubble, que identificou a nebulosa de Andrômeda como uma galáxia diferente, além de muitas outras a grandes distâncias, afastando-se de nossa galáxia.[carece de fontes?]
A Cosmologia Física, uma disciplina de grande intercessão com a astronomia, realizou grandes avanços no século XX, com o modelo do Big Bang quente fortemente apoiado pelas evidências fornecidas pela astronomia e pela física, como o redshift de galáxias bem distantes e de fontes de rádio, a radiação cósmica de fundo em micro-ondas, a lei de Hubble e a abundância cosmológica de elementos químicos.
O estudo da cosmologia passou por transformações profundas no século XX, com o avanço das tecnologias de observação e o desenvolvimento de teorias que mudaram nossa compreensão sobre a origem e a evolução do universo. O uso de instrumentos como telescópios fotográficos e radioastronômicos permitiu que cientistas observassem objetos astronômicos com uma precisão nunca antes alcançada, revelando que o universo é vasto, dinâmico e em constante expansão.
Um dos marcos centrais na história da cosmologia foi a formulação da teoria do Big Bang, que sugere que o universo teve uma origem extremamente quente e densa, há cerca de 13,8 bilhões de anos. A teoria foi proposta inicialmente por Georges Lemaître, um padre e astrofísico belga, na década de 1920, com base nas equações da relatividade geral de Albert Einstein. Lemaître sugeriu que o universo se expandia a partir de um "átomo primordial", uma ideia que foi mais tarde confirmada por observações empíricas .
O trabalho de Edwin Hubble, na década de 1920, foi crucial para o desenvolvimento da cosmologia moderna. Ele descobriu que as galáxias se afastam umas das outras, com a velocidade de afastamento proporcional à sua distância, o que se tornou a base da lei de Hubble. Essa observação levou à conclusão de que o universo está em expansão, um fenômeno que apoia diretamente o modelo do Big Bang. A relação entre o deslocamento para o vermelho (redshift) observado em galáxias distantes e sua distância foi um dos pilares que sustentaram a teoria do Big Bang 
A descoberta da radiação cósmica de fundo (CMB) em 1965 pelos cientistas Arno Penzias e Robert Wilson foi outro marco decisivo. Essa radiação é uma forma de radiação eletromagnética que preenche o universo e é vista como o resquício da explosão primitiva do Big Bang. A CMB foi detectada em uma faixa de micro-ondas e possui uma temperatura de aproximadamente 2,7 K. Esse fenômeno forneceu uma evidência empírica crucial para o modelo do Big Bang, pois era previsto que uma radiação de fundo deveria existir como uma remanescente do início do universo .
Além disso, a abundância de elementos leves no universo, como hidrogênio, hélio e lítio, observada por meio de espectroscopia em galáxias distantes e em nuvens de gás, também corrobora a teoria do Big Bang. A nucleossíntese primordial, ocorrida nos primeiros minutos após o Big Bang, gerou esses elementos em quantidades que são observadas até hoje em regiões do universo. Estudos feitos por cientistas como Ralph Alpher e Robert Herman, ainda na década de 1940, preveram corretamente a proporção de hidrogênio e hélio no universo, baseando-se nas condições iniciais do Big Bang .
Outro aspecto importante da cosmologia contemporânea é o estudo da aceleração da expansão do universo. A descoberta de que o universo não apenas está se expandindo, mas que essa expansão está se acelerando, foi feita em 1998 por duas equipes independentes de astrônomos. A análise da supernova do tipo Ia, que serve como uma "lanterna padrão" devido à sua luminosidade constante, mostrou que a expansão do universo está acelerando. Esse fenômeno foi atribuído à energia escura, uma forma misteriosa de energia que constitui cerca de 68% da composição do universo .

Esses avanços não seriam possíveis sem os gigantescos telescópios modernos e as observações astronômicas em múltiplos comprimentos de onda. Telescópios como o Hubble Space Telescope, o Very Large Telescope (VLT) e o Atacama Large Millimeter/submillimeter Array (ALMA) permitiram a observação detalhada das galáxias distantes e das condições cósmicas em escalas nunca antes imaginadas. As investigações continuam a expandir nossa compreensão da estrutura em grande escala do universo, da formação das galáxias e das misteriosas componentes, como a matéria escura e a energia escura.